# La Télé infernale

La Télé infernale est une émission télévisée humoristique belge, déclinaison de l'émission radiophonique la Semaine infernale, créée par Jacques Mercier et diffusée le vendredi à 22 h 30 sur La Une de septembre 2004 à juin 2006. 
L'émission était enregistrée deux mercredis par mois, dans un studio du Centre de Production de Liège, de 14 h à 18 h 30.
L'émission n'eut pas de succès auprès d'une grande partie de la population à cause de son humour du 2e degré